# گمینا لاسوویتسه ویلکیه
گمینا لاسوویتسه ویلکیه (به لهستانی:  Gmina Lasowice Wielkie) یک گمینا در لهستان است که در شهرستان کلوچبورک واقع شده‌است. گمینا لاسوویتسه ویلکیه ۲۱۰٫۸۴ کیلومتر مربع مساحت و ۷٬۱۹۲ نفر جمعیت دارد.